# Stagnicola palustris
El caracol del cieno de los pantanos (Stagnicola palustris) es una especie de caracol de agua dulce, un molusco gasterópodo pulmonado acuático de la familia Lymnaeidae.

## Descripción

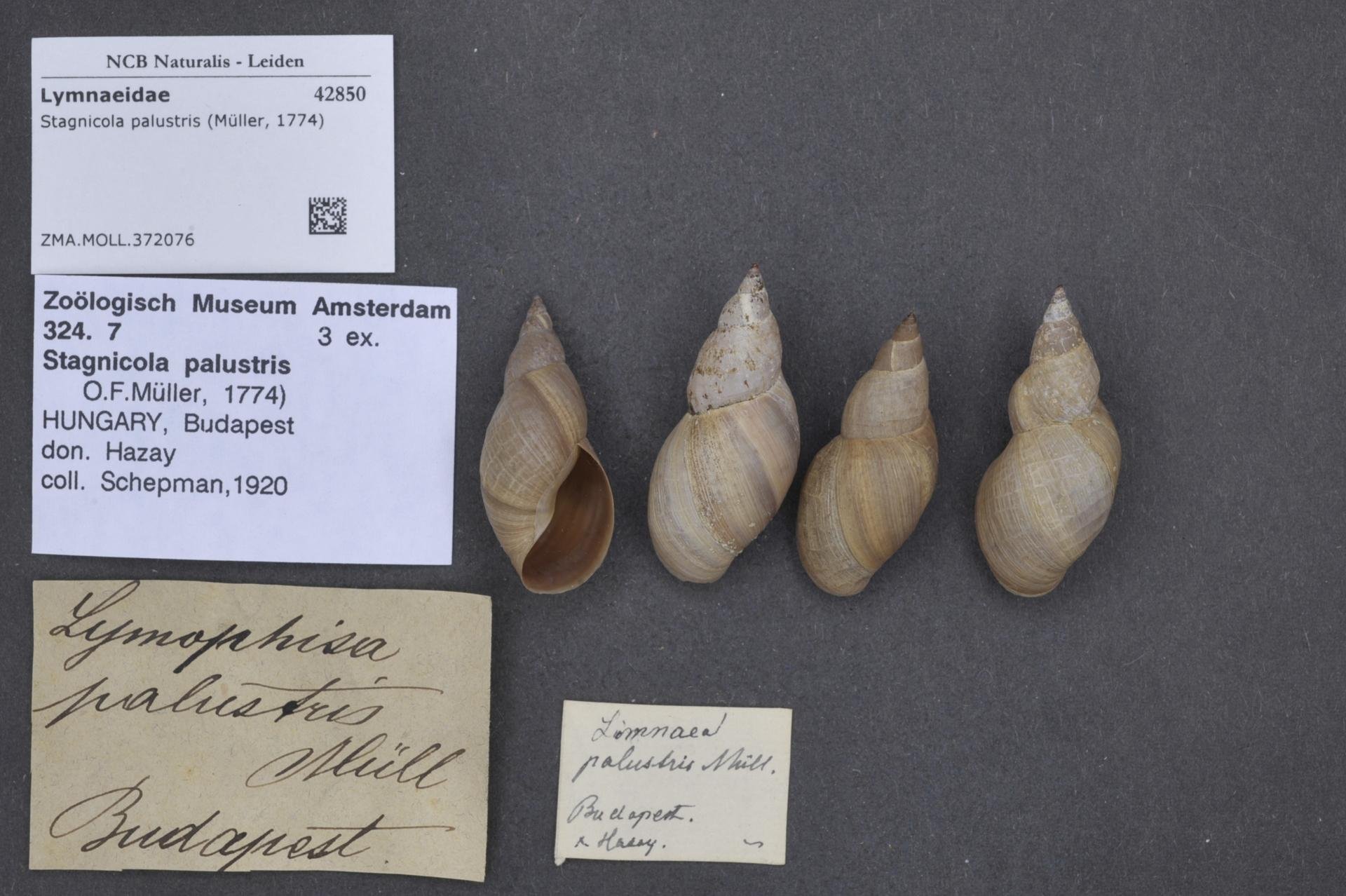
Stagnicola palustris (Müller, 1774), especímenes del Centro de Biodiversidad Naturalis

Las dimensiones del caparazón de un adulto de esta especie son de unos 10 a 18 mm de longitud, y alrededor de 6 a 10 mm de ancho.

## Hábitat
Este caracol vive en hábitats de agua dulce poco profundos y bien aireados.